# Ossidiana fiocco di neve
L'ossidiana fiocco di neve è una roccia magmatica effusiva vetrosa.

## Struttura e caratteristiche
La varietà fiocco di neve di ossidiana è caratterizzata da noduli tondeggianti o globulari dette sferuliti di colore bianco, grigio chiaro o rosa pallido composte da cristobalite o feldspati con abito lamellare o quarzo su una matrice nera o grigio scuro. È composta da silicati vari con cristobalite, quarzo o feldspato.

## Origine e giacitura
L'origine dell'ossidiana fiocco di neve è identica a quella dell'ossidiana nera.
L'origine delle inclusioni risale alla parziale e progressiva devetrificazione della roccia, quindi alla lenta cristallizzazione della cristobalite.

## Il taglio
A cabochon, lastre, pendenti e sfere per collane. Tuttavia si possono creare piccole sculture.

## Pietre simili ed imitazioni
L'ossidiana fiocco di neve si può confondere principalmente con calcedonio e quarzo neri, tuttavia delle paste vitree con inclusioni atte ad imitare le inclusioni delle pietre originali non garantiscono la medesima finezza.